# Gambia en los Juegos Olímpicos de la Juventud 2018
Gambia participó en los Juegos Olímpicos de la Juventud 2018 en Buenos Aires, Argentina, del 6 al 18 de octubre de 2018. Su delegación estuvo conformada por cinco atletas en tres disciplinas. No obtuvo medallas en las justas.

## Medallero
| Presea        | Medalla de oro | Medalla de plata | Medalla de bronce | Total |
| ------------- | -------------- | ---------------- | ----------------- | ----- |
| TOTAL OFICIAL | 0              | 0                | 0                 | 0     |

## Disciplinas

### Atletismo
Gambia clasificó a dos atletas en esta disciplina.
- Individual masculino - Sulayman Touray
- Individual femenino - Ola Buwaro

### Natación
Gambia clasificó a un atleta en esta disciplina.
- Eventos masculinos - Momodou Lamin Saine

### Voleibol playa
Gambia clasificó a su equipo masculino.
- Evento masculino - 1 equipo de 2 atletas